# سندرم لیما

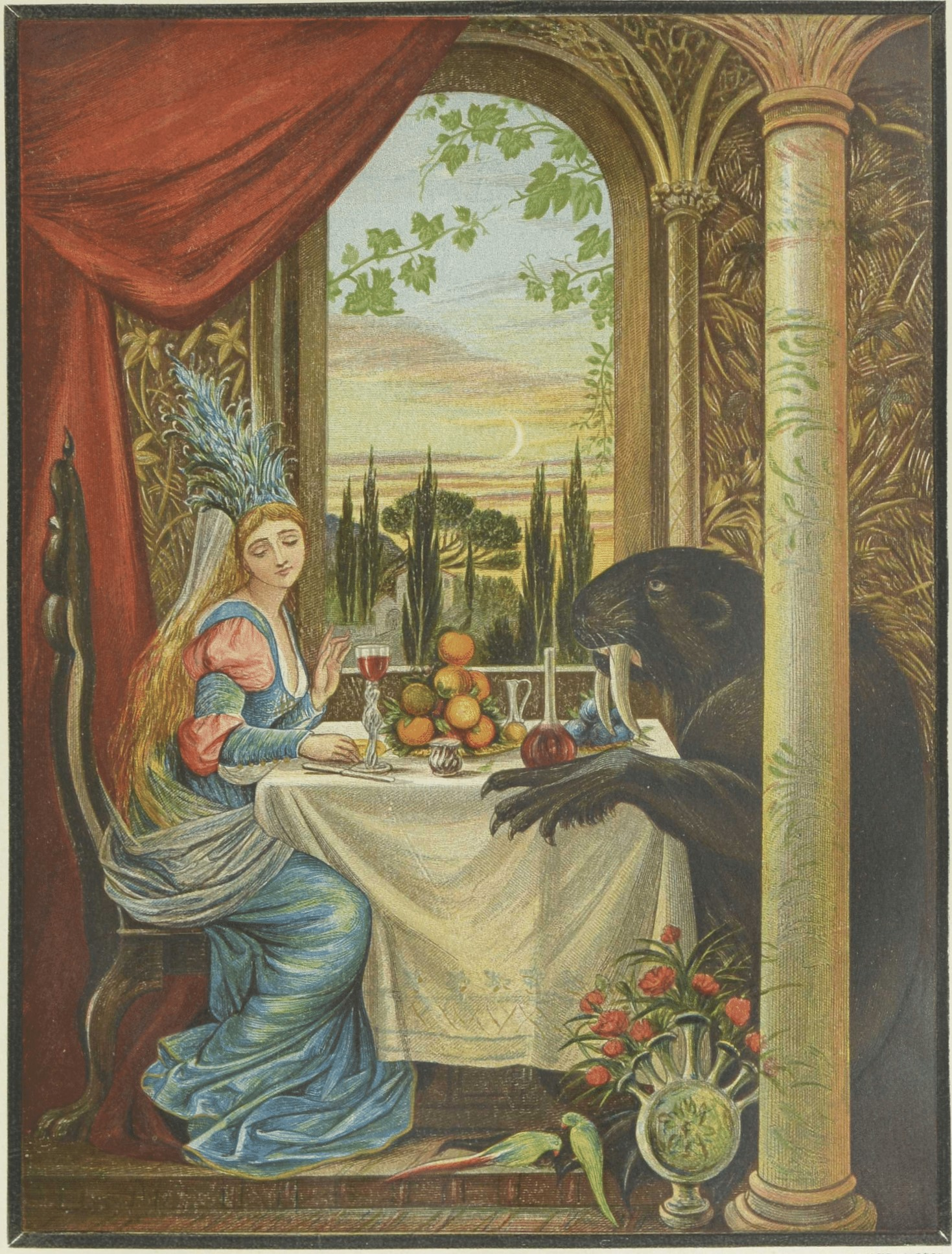
«هر عصر، دیو از دلبر می‌خواست که همسرش شود: هر غروب، دلبر به او می‌گفت نه.» تصویری در سال ۱۸۷۵ از «دیو و دلبر» اثر النور ور بویل، که به نوعی نشانگر سندروم لیما است.

سندرم لیما یک سندرم یا نشانگان پیشنهادی است که در آن آدم‌ربایان نسبت به گروگان‌های خود همدردی یا حتی احساسات عاشقانه را تجربه می‌کنند. در این سندرم این گروگان نیست که به آرمان زندانبان خود پایبند است، بلکه گروگان‌گیر است که برای زندانی خود احترام و حتی تحسین را احساس می‌کند؛ یعنی دقیقاً بر خلاف چیزی که در سندرم استکهلم شاهد آن هستیم.
سندرم لیما پس از گروگان‌گیری در سفارت ژاپن در لیما پایتخت پرو، در سال ۱۹۹۶ نامگذاری شد که طی آن اعضای یک جنبش ستیزه‌جو، صدها نفر را که در یک مهمانی در محل اقامت رسمی سفیر ژاپن شرکت می‌کردند، گروگان گرفتند.
سندرم لیما به خوبی درک نشده است، زیرا مثال اصلی برای تحقیق در مورد آن از بحران گروگان‌گیری سفارت ژاپن در لیما است. دو عامل اصلی که در ارزیابی مشاهده شد این بود که گذراندن وقت با گروگان‌ها ممکن است پیوندهای بین گروگان‌گیر و گروگان را تقویت کند، با این حال، این امر مبنای کمی داشت زیرا اکثر گروگان‌ها خیلی زود آزاد شدند. برقراری رابطه دوستانه با گروگان می‌تواند به ایجاد پیوند مثبت کمک کند، زیرا اکثر گروهان‌ها در آن وضعیت دیپلمات‌های سطح بالا بودند که مهارت‌های ارتباطی را به خوبی می‌دانستند.